# Le Fidelaire
Le Fidelaire és un municipi francès situat al departament de l'Eure i a la regió de Normandia. L'any 2007 tenia 954 habitants.

## Demografia

### Població
El 2007 la població de fet de Le Fidelaire era de 954 persones. Hi havia 391 famílies, de les quals 86 eren unipersonals (43 homes vivint sols i 43 dones vivint soles), 156 parelles sense fills, 129 parelles amb fills i 20 famílies monoparentals amb fills.
La població ha evolucionat segons el següent gràfic:
Habitants censats

### Habitatges
El 2007 hi havia 548 habitatges, 393 eren l'habitatge principal de la família, 135 eren segones residències i 19 estaven desocupats. 538 eren cases i 1 era un apartament. Dels 393 habitatges principals, 322 estaven ocupats pels seus propietaris, 63 estaven llogats i ocupats pels llogaters i 8 estaven cedits a títol gratuït; 1 tenia una cambra, 11 en tenien dues, 65 en tenien tres, 105 en tenien quatre i 211 en tenien cinc o més. 105 habitatges disposaven pel capbaix d'una plaça de pàrquing. A 179 habitatges hi havia un automòbil i a 182 n'hi havia dos o més.

### Piràmide de població
La piràmide de població per edats i sexe el 2009 era:
| Homes | Edats   | Dones |
| ----- | ------- | ----- |
| 0     | 95 o +  | 0     |
| 0     | 90 a 94 | 0     |
| 8     | 85 a 89 | 4     |
| 12    | 80 a 84 | 12    |
| 16    | 75 a 79 | 36    |
| 24    | 70 a 74 | 36    |
| 28    | 65 a 69 | 16    |
| 16    | 60 a 64 | 4     |
| 24    | 55 a 59 | 28    |
| 44    | 50 a 54 | 20    |
| 24    | 45 a 49 | 40    |
| 12    | 40 a 44 | 12    |
| 36    | 35 a 39 | 24    |
| 24    | 30 a 34 | 20    |
| 28    | 25 a 29 | 24    |
| 12    | 20 a 24 | 20    |
| 20    | 15 a 19 | 24    |
| 20    | 10 a 14 | 28    |
| 24    | 5 a 9   | 20    |
| 12    | 0 a 4   | 8     |

## Economia
El 2007 la població en edat de treballar era de 582 persones, 428 eren actives i 154 eren inactives. De les 428 persones actives 401 estaven ocupades (219 homes i 182 dones) i 28 estaven aturades (10 homes i 18 dones). De les 154 persones inactives 66 estaven jubilades, 33 estaven estudiant i 55 estaven classificades com a «altres inactius».

### Ingressos
El 2009 a Le Fidelaire hi havia 413 unitats fiscals que integraven 994,5 persones, la mediana anual d'ingressos fiscals per persona era de 17.397 €.

### Activitats econòmiques
Dels 26 establiments que hi havia el 2007, 1 era d'una empresa alimentària, 6 d'empreses de fabricació d'altres productes industrials, 8 d'empreses de construcció, 4 d'empreses de comerç i reparació d'automòbils, 1 d'una empresa de transport, 1 d'una empresa d'hostatgeria i restauració, 1 d'una empresa financera, 2 d'empreses de serveis, 1 d'una entitat de l'administració pública i 1 d'una empresa classificada com a «altres activitats de serveis».
Dels 9 establiments de servei als particulars que hi havia el 2009, 2 eren tallers de reparació d'automòbils i de material agrícola, 2 paletes, 2 guixaires pintors, 1 fusteria, 1 lampisteria i 1 electricista.
Dels 2 establiments comercials que hi havia el 2009, 1 era una botiga de menys de 120 m² i 1 una fleca.
L'any 2000 a Le Fidelaire hi havia 20 explotacions agrícoles que ocupaven un total de 608 hectàrees.

## Equipaments sanitaris i escolars
El 2009 hi havia una escola elemental integrada dins d'un grup escolar amb les comunes properes formant una escola dispersa.

## Poblacions més properes
El següent diagrama mostra les poblacions més properes.